# Jean-Christophe Cesto
Jean-Christophe Cesto, né le 24 janvier 1987 à Brest (Finistère), est un footballeur français évoluant au poste de défenseur.
Formé au FC Nantes il fait l'essentiel de sa carrière dans les rangs amateurs. Il remporte avec l'équipe de France des moins de 17 ans le championnat d'Europe des moins de 17 ans en 2004.

## Biographie
D'ascendance martiniquaise et bretonne, il commence le foot dans le club de Saint-Divy, il y reste jusqu’à ses 11 ans puis rejoint l’AS Brestoise. Par la suite il est repéré par le FC Nantes et rejoint le centre de formation de Nantes, La Jonelière, à 15 ans.
Évoluant au poste de défenseur droit mais pouvant également jouer au milieu de terrain, il est formé au FC Nantes. Il est champion d'Europe des moins de 17 ans en 2004 avec l'équipe de France.
Espoir du FC Nantes et promis à un bel avenir professionnel au sein du club, celui-ci met pourtant un terme précoce à sa carrière. En effet lors de l'été 2005, il arrête totalement le football à la suite du diagnostic médical d'un problème cardiaque. Sa dernière saison à Nantes sera donc blanche. 
Même si le diagnostic médical est finalement démenti, Jean-Christophe Cesto doit quasiment repartir de zéro. Il passe alors une année en CFA 2 au Consolat Marseille avant de signer au SC Bastia (Ligue 2) durant l'été 2007. Sa saison sur l'île de Beauté se résume à un match de coupe de Ligue et des convocations sur le banc en Ligue 2.
Le 13 août 2008, il est reclassé amateur en France. Il est testé au Lierse SK (2e division belge) mais l'affaire ne se fera pas, pas plus qu'à Cassis Carnoux (National). Jean-Christophe Cesto s'engage finalement en faveur du Toulouse Rodéo, club de CFA2 (cinquième division).
En mai 2010, profitant de nombreuses défections, il est appelé en équipe de Bretagne professionnelle pour la Corsica Football Cup. Il participe à la victoire sur le Togo (2-1), le 21 mai 2010 à Bastia.
En 2010, Jean-Christophe Cesto s'engage en faveur du Pontet, club de CFA. Puis, en 2011, il signe à Agen, club de CFA2. Six mois plus tard, il rejoint le club d'Orvault, en Division d'Honneur (sixième division). Puis lors du mercato d'été il s'engage avec Cholet (CFA2).

## Parcours
- 1992-1998 :  Saint-Divy Sport
- 1998-2002 :  AS Brest
- 2002-2006 :  FC Nantes
- 2006-2007 :  Consolat Marseille
- 2007-2008 :  SC Bastia
- 2008-2009 :  FC Toulouse Rodéo
- 2010-2011 :  US Le Pontet
- 2011- janvier 2012 :  SU Agen
- janvier 2012-2012 :  Orvault SF
- 2012- :  Stade olympique choletais

## Palmarès
- 2004 : Championnat d'Europe des moins de 17 ans
- 2010 : 2 sélections en équipe de Bretagne (v. Corse et Togo)
- 2011 : 1 sélection en équipe de Bretagne (v. Guinée équatoriale)